# Liste des communes nouvelles créées en 2025
Pour les articles homonymes, voir Liste de communes nouvelles.
| \| Haut Valromey · Pargny-et-Filain · Tannay-le-Mont-Dieu · Caychax-et-Senconac · Saint-Martin-de-May · Victot-en-Auge · La Boixe · Aunac-sur-Charente · Magnac-lès-Gardes · Rives-de-Boutonne · Les Trois-Saints · Val-d'Arguenon · Merdrignac · Plumieux · Parsac · Mamirolle · Éternoz-Vallée-du-Lison · Pays-de-Montbenoît · Saillans · Neuville Saint Denis · Thoiras-Corbès · Cap d'Astarac · Porte-de-Benauge · Lunas-les-Châteaux · Poligny · Val-Sonnette · Solore-en-Forez · La Côte-Saint-Didier · Pern-Lhospitalet · La Neuville-au-Temple · L'Orée de Mormal · Merlerault-le-Pin · Hesdin-la-Forêt · Les Deux-Rives · Belles-Fontaines · Colombine · Verdun-Ciel · Laigné-Saint-Gervais · Val-de-la-Hune · Morville-le-Héron · Sauzé-entre-Bois · Bussus-lès-Yaucourt · Cugand-la-Bernardière · Saint-Jean-d'Hermine · Neufchâteau · Saint-Denis \| Localisation des projets de communes nouvelles |
| Haut Valromey · Pargny-et-Filain · Tannay-le-Mont-Dieu · Caychax-et-Senconac · Saint-Martin-de-May · Victot-en-Auge · La Boixe · Aunac-sur-Charente · Magnac-lès-Gardes · Rives-de-Boutonne · Les Trois-Saints · Val-d'Arguenon · Merdrignac · Plumieux · Parsac · Mamirolle · Éternoz-Vallée-du-Lison · Pays-de-Montbenoît · Saillans · Neuville Saint Denis · Thoiras-Corbès · Cap d'Astarac · Porte-de-Benauge · Lunas-les-Châteaux · Poligny · Val-Sonnette · Solore-en-Forez · La Côte-Saint-Didier · Pern-Lhospitalet · La Neuville-au-Temple · L'Orée de Mormal · Merlerault-le-Pin · Hesdin-la-Forêt · Les Deux-Rives · Belles-Fontaines · Colombine · Verdun-Ciel · Laigné-Saint-Gervais · Val-de-la-Hune · Morville-le-Héron · Sauzé-entre-Bois · Bussus-lès-Yaucourt · Cugand-la-Bernardière · Saint-Jean-d'Hermine · Neufchâteau · Saint-Denis                                                      |

Cette liste des communes nouvelles créées en 2025 recense les communes nouvelles françaises pour lesquelles les arrêtés préfectoraux prononçant la création définissent une date de création comprise entre le 1er janvier 2025 et le 31 décembre 2025.
Cette liste contient 46 communes nouvelles regroupant 110 communes.

## Synthèse

### Contexte
La loi no 2010-1563 du 16 décembre 2010 de réforme des collectivités territoriales a substitué au régime antérieur de fusion de communes défini par la loi dite « Marcellin » du 16 juillet 1971 une procédure rénovée de regroupement, aboutissant à la création d’une « commune nouvelle ». Elle a été complétée en 2015 par une nouvelle loi no 2015-292 du 16 mars 2015 relative à l'amélioration du régime de la commune nouvelle, pour des communes fortes et vivantes, mettant en place des incitations financières temporaires afin de favoriser la création de communes nouvelles avant le 1er janvier 2019.

### Dénombrement

#### Nombre de communes nouvelles créées en 2025
Jusqu'à présent, la création de 46 communes nouvelles est prévue à partir du 1er janvier 2025. Elles regrouperont 110 communes anciennes.

#### Nombre total de communes en France
Au 1er janvier 2025, la France devrait compter 34 875 communes : 34 746 en France métropolitaine et 129 dans les DOM. 
À la même date, quatre communes quittent le périmètre d'une commune nouvelle : Celles, Chalinargues, Chavagnac et Sainte-Anastasie, se détachent de la commune nouvelle de Neussargues en Pinatelle (département du Cantal), qui elle-même redevient la commune de  Neussargues-Moissac, à laquelle elles avaient été intégrées en 2016.
| Année | Date        | France métropolitaine | France métropolitaine | France métropolitaine | DOM | Total  |
| Année | Date        | communes nouvelles    | communes regroupées   | Nb total communes     | DOM | Total  |
| ----- | ----------- | --------------------- | --------------------- | --------------------- | --- | ------ |
| 2024  | 31 décembre |                       |                       | 34 806                | 129 | 34 935 |
| 2025  | 1er janvier | 46                    | 110                   | 34 746                | 129 | 34 875 |

## Liste détaillée
L’article L. 2113-6 du code général des collectivités territoriales précise que « l'arrêté du représentant de l'État dans le département prononçant la création de la commune nouvelle détermine le nom de la commune nouvelle, le cas échéant au vu des avis émis par les conseils municipaux, fixe la date de création et en complète, en tant que de besoin, les modalités ». Le tableau suivant présente ces indicateurs pour chacune des communes nouvelles créées en 2025 : nom, date de l'arrêté prononçant la création, date de création et quelques modalités (existence de communes déléguées, chef-lieu) ou informations complémentaires (population).
| Département       | Nb | Commune nouvelle        | Commune nouvelle | Commune nouvelle           | Commune nouvelle | Commune nouvelle | Anciennes communes | Anciennes communes                                                            | Anciennes communes        | Arrêté préfectoral portant création                               | Date de création |
| Département       | Nb | Nom                     | Code Insee       | Chef-lieu                  | Population 2021  | Superficie       | Nb                 | Noms                                                                          | Déléguées                 | Arrêté préfectoral portant création                               | Date de création |
| ----------------- | -- | ----------------------- | ---------------- | -------------------------- | ---------------- | ---------------- | ------------------ | ----------------------------------------------------------------------------- | ------------------------- | ----------------------------------------------------------------- | ---------------- |
| Ain               | 1  | Haut Valromey           | 01187            | Haut Valromey              | 786              | 121,88 km2       | 2                  | Haut Valromey et Ruffieu                                                      | Oui (Ruffieu)             | 12 juillet 2024                                                   | 1er janvier 2025 |
| Aisne             | 1  | Pargny-et-Filain        | 02589            | Pargny-Filain              | 374              | 9,79 km2         | 2                  | Filain et Pargny-Filain                                                       | Non                       | 20 novembre 2024 complété par l'arrêté publié le 11 décembre 2024 | 1er janvier 2025 |
| Ardennes          | 1  | Tannay-le-Mont-Dieu     | 08439            | Tannay                     | 160              | 32,76 km2        | 2                  | Le Mont-Dieu et Tannay                                                        | Oui (Tannay)              | 13 septembre 2024                                                 | 1er janvier 2025 |
| Ariège            | 1  | Caychax-et-Senconac     | 09088            | Caychax                    | 22               | 10,33 km2        | 2                  | Caychax et Senconac                                                           | Oui                       | 6 septembre 2024                                                  | 1er janvier 2025 |
| Calvados          | 2  | Saint-Martin-de-May     | 14408            | May-sur-Orne               | 4 532            | 14,21 km2        | 2                  | May-sur-Orne et Saint-Martin-de-Fontenay                                      | Oui                       | 30 septembre 2024                                                 | 1er janvier 2025 |
| Calvados          | 2  | Victot-en-Auge          | 14743            | Victot-Pontfol             | 133              | 14,14 km2        | 2                  | Gerrots et Victot-Pontfol                                                     | Oui                       | 30 septembre 2024                                                 | 1er janvier 2025 |
| Charente          | 3  | Magnac-lès-Gardes       | 16198            | Magnac-Lavalette-Villars   | 727              | 37,05 km2        | 2                  | Gardes-le-Pontaroux et Magnac-Lavalette-Villars                               | Oui                       | 16 septembre 2024                                                 | 1er janvier 2025 |
| Charente          | 3  | Aunac-sur-Charente      | 16023            | Aunac-sur-Charente         | 676              | 17,01 km2        | 2                  | Aunac-sur-Charente et Moutonneau                                              | Non                       | 6 novembre 2024                                                   | 1er janvier 2025 |
| Charente          | 3  | La Boixe                | 16393            | Vars                       | 2 869            | 36,09 km2        | 2                  | Montignac-Charente et Vars                                                    | Oui                       | 6 novembre 2024                                                   | 1er janvier 2025 |
| Charente-Maritime | 1  | Rives-de-Boutonne       | 17268            | Nuaillé-sur-Boutonne       | 420              | 21,17 km2        | 2                  | Nuaillé-sur-Boutonne et Saint-Georges-de-Longuepierre                         | Oui                       | 30 septembre 2024                                                 | 1er janvier 2025 |
| Corrèze           | 1  | Les Trois-Saints        | 19248            | Saint-Ybard                | 1 353            | 63,20 km2        | 3                  | Saint-Martin-Sepert, Saint-Pardoux-Corbier et Saint-Ybard                     | Oui                       | 25 septembre 2024                                                 | 1er janvier 2025 |
| Côtes-d'Armor     | 3  | Merdrignac              | 22147            | Merdrignac                 | 3 154            | 68,70 km2        | 2                  | Merdrignac et Saint-Launeuc                                                   | Oui                       | 6 décembre 2024                                                   | 1er janvier 2025 |
| Côtes-d'Armor     | 3  | Val-d'Arguenon          | 22237            | Pluduno                    | 2 818            | 38,05 km2        | 2                  | Pléven et Pluduno                                                             | Oui                       | 10 décembre 2024                                                  | 1er janvier 2025 |
| Côtes-d'Armor     | 3  | Plumieux                | 22241            | Plumieux                   | 1 653            | 73,29 km2        | 3                  | Le Cambout, Coëtlogon et Plumieux                                             | Oui                       | 4 septembre 2024                                                  | 1er janvier 2025 |
| Creuse            | 1  | Parsac                  | 23149            | Parsac-Rimondeix           | 819              | 53,92 km2        | 2                  | Blaudeix et Parsac-Rimondeix                                                  | Oui                       | 27 septembre 2024                                                 | 1er janvier 2025 |
| Doubs             | 3  | Éternoz-Vallée-du-Lison | 25223            | Éternoz                    | 342              | 35,28 km2        | 2                  | Éternoz et Saraz                                                              | Oui (5)                   | 18 septembre 2024                                                 | 1er janvier 2025 |
| Doubs             | 3  | Mamirolle               | 25364            | Mamirolle                  | 1 959            | 14,46 km2        | 2                  | Le Gratteris et Mamirolle                                                     | Non                       | 27 septembre 2024                                                 | 1er janvier 2025 |
| Doubs             | 3  | Pays-de-Montbenoît      | 25390            | Montbenoît                 | 1 909            | 46,52 km2        | 5                  | Hauterive-la-Fresse, La Longeville, Montbenoît, Montflovin et Ville-du-Pont   | Oui                       | 25 septembre 2024                                                 | 1er janvier 2025 |
| Drôme             | 1  | Saillans                | 26289            | Saillans                   | 1 446            | 36,15 km2        | 2                  | Saillans et Véronne                                                           | Non                       | 10 décembre 2024                                                  | 1er janvier 2025 |
| Eure-et-Loir      | 1  | Neuville Saint Denis    | 28319            | Rouvray-Saint-Denis        | 642              | 41,41 km2        | 3                  | Barmainville, Neuvy-en-Beauce et Rouvray-Saint-Denis                          | Oui                       | 3 décembre 2024                                                   | 1er janvier 2025 |
| Gard              | 1  | Thoiras-Corbès          | 30329            | Thoiras                    | 600              | 26,17 km2        | 2                  | Corbès et Thoiras                                                             | Oui                       | 6 août 2024                                                       | 1er janvier 2025 |
| Gers              | 1  | Cap d'Astarac           | 32365            | Saint-Blancard             | 509              | 31,80 km2        | 4                  | Cabas-Loumassès, Monbardon, Saint-Blancard et Sarcos                          | Oui                       | 18 décembre 2024                                                  | 1er janvier 2025 |
| Gironde           | 1  | Porte-de-Benauge        | 33008            | Porte-de-Benauge           | 586              | 19,08 km2        | 2                  | Porte-de-Benauge et Saint-Genis-du-Bois                                       | Oui (Saint-Genis-du-Bois) | 25 novembre 2024                                                  | 1er janvier 2025 |
| Hérault           | 1  | Lunas-les-Châteaux      | 34144            | Lunas                      | 819              | 63,66 km2        | 2                  | Dio-et-Valquières et Lunas                                                    | Oui (Dio-et-Valquières)   | 27 décembre 2024                                                  | 1er janvier 2025 |
| Jura              | 2  | Poligny                 | 39434            | Poligny                    | 4 088            | 51,48 km2        | 2                  | Poligny et Vaux-sur-Poligny                                                   | Oui                       | 4 décembre 2024                                                   | 1er janvier 2025 |
| Jura              | 2  | Val-Sonnette            | 39576            | Val-Sonnette               | 1 302            | 15,25 km2        | 2                  | Sainte-Agnès et Val-Sonnette                                                  | Oui                       | 4 décembre 2024                                                   | 1er janvier 2025 |
| Loire             | 2  | Solore-en-Forez         | 42084            | Débats-Rivière-d'Orpra     | 517              | 20,16 km2        | 3                  | Débats-Rivière-d'Orpra, L'Hôpital-sous-Rochefort et Saint-Laurent-Rochefort   | Oui                       | 23 décembre 2024                                                  | 1er janvier 2025 |
| Loire             | 2  | La Côte-Saint-Didier    | 42217            | Saint-Didier-sur-Rochefort | 521              | 31,86 km2        | 2                  | La Côte-en-Couzan et Saint-Didier-sur-Rochefort                               | Non                       | 23 décembre 2024                                                  | 1er janvier 2025 |
| Lot               | 1  | Pern-Lhospitalet        | 46172            | Lhospitalet                | 928              | 40,31 km2        | 2                  | Lhospitalet et Pern                                                           | Oui                       | 20 août 2024                                                      | 1er janvier 2025 |
| Marne             | 1  | La Neuville-au-Temple   | 51485            | Saint-Hilaire-au-Temple    | 589              | 16,41 km2        | 2                  | Dampierre-au-Temple et Saint-Hilaire-au-Temple                                | Oui                       | 26 septembre 2024                                                 | 1er janvier 2025 |
| Nord              | 1  | L'Orée de Mormal        | 59006            | Amfroipret                 | 601              | 6,83 km2         | 2                  | Amfroipret et Bermeries                                                       | Oui                       | 29 juillet 2024                                                   | 1er janvier 2025 |
| Orne              | 1  | Merlerault-le-Pin       | 61275            | Le Merlerault              | 1 443            | 61,55 km2        | 5                  | Les Authieux-du-Puits, La Genevraie, Godisson, Le Merlerault et Nonant-le-Pin | Oui                       | 13 septembre 2024                                                 | 1er janvier 2025 |
| Pas-de-Calais     | 1  | Hesdin-la-Forêt         | 62447            | Hesdin                     | 4 600            | 21,26 km2        | 4                  | Hesdin, Huby-Saint-Leu, Marconne, Sainte-Austreberthe                         | Oui                       | 16 octobre 2024                                                   | 1er janvier 2025 |
| Puy-de-Dôme       | 1  | Les Deux-Rives          | 63109            | Chidrac                    | 857              | 5,11 km2         | 2                  | Chidrac et Saint-Cirgues-sur-Couze                                            | Oui                       | 17 décembre 2024                                                  | 1er janvier 2025 |
| Haute-Saône       | 2  | Colombine               | 70152            | Choye                      | 601              | 20,05 km2        | 2                  | Choye et Villefrancon                                                         | Oui                       | 13 décembre 2024                                                  | 1er janvier 2025 |
| Haute-Saône       | 2  | Belles-Fontaines        | 70180            | Courchaton                 | 604              | 25,66 km2        | 3                  | Courchaton, Georfans et Vellechevreux-et-Courbenans                           | Oui                       | 9 décembre 2024                                                   | 1er janvier 2025 |
| Saône-et-Loire    | 1  | Verdun-Ciel             | 71566            | Verdun-sur-le-Doubs        | 1 841            | 24,46 km2        | 2                  | Ciel et Verdun-sur-le-Doubs                                                   | Non                       | 27 septembre 2024                                                 | 1er janvier 2025 |
| Sarthe            | 2  | Laigné-Saint-Gervais    | 72155            | Laigné-en-Belin            | 4 284            | 22,25 km2        | 2                  | Laigné-en-Belin et Saint-Gervais-en-Belin                                     | Non                       | 16 septembre 2024                                                 | 1er janvier 2025 |
| Sarthe            | 2  | Val-de-la-Hune          | 72382            | Volnay                     | 1 524            | 41,62 km2        | 2                  | Saint-Mars-de-Locquenay et Volnay                                             | Oui                       | 19 septembre 2024                                                 | 1er janvier 2025 |
| Seine-Maritime    | 1  | Morville-le-Héron       | 76455            | Morville-sur-Andelle       | 546              | 15,89 km2        | 2                  | Le Héron et Morville-sur-Andelle                                              | Oui                       | 2 décembre 2024 complété par l'arrêté publié le 12 décembre 2024  | 1er janvier 2025 |
| Deux-Sèvres       | 1  | Sauzé-entre-Bois        | 79307            | Sauzé-Vaussais             | 2 262            | 65,32 km2        | 5                  | Caunay, Montalembert, Pers, Pliboux et Sauzé-Vaussais                         | Oui                       | 16 octobre 2024 complété par l'arrêté publié le 24 octobre 2024   | 1er janvier 2025 |
| Somme             | 1  | Bussus-lès-Yaucourt     | 80155            | Bussus-Bussuel             | 549              | 15,19 km2        | 2                  | Bussus-Bussuel et Yaucourt-Bussus                                             | Oui                       | 24 septembre 2024                                                 | 1er janvier 2025 |
| Vendée            | 2  | Cugand-la-Bernardière   | 85076            | Cugand                     | 5 565            | 28,56 km2        | 2                  | La Bernardière et Cugand                                                      | Oui                       | 3 juin 2024                                                       | 1er janvier 2025 |
| Vendée            | 2  | Saint-Jean-d'Hermine    | 85223            | Sainte-Hermine             | 3 573            | 47,83 km2        | 2                  | Saint-Jean-de-Beugné et Sainte-Hermine                                        | Oui                       | 8 août 2024                                                       | 1er janvier 2025 |
| Vosges            | 1  | Neufchâteau             | 88321            | Neufchâteau                | 6 894            | 31,94 km2        | 2                  | Neufchâteau et Rollainville                                                   | Oui (Rollainville)        | 27 septembre 2024                                                 | 1er janvier 2025 |
| Seine-Saint-Denis | 1  | Saint-Denis             | 93066            | Saint-Denis                | 146 321          | 15,77 km2        | 2                  | Pierrefitte-sur-Seine et Saint-Denis                                          | Oui                       | 13 juin 2024                                                      | 1er janvier 2025 |